# Бетолеле (Анкона)
Бетолеле је насеље у Италији у округу Анкона, региону Марке.
Према процени из 2011. у насељу је живело 316 становника. Насеље се налази на надморској висини од 25 м.